# Rufino Segovia Del Burgo

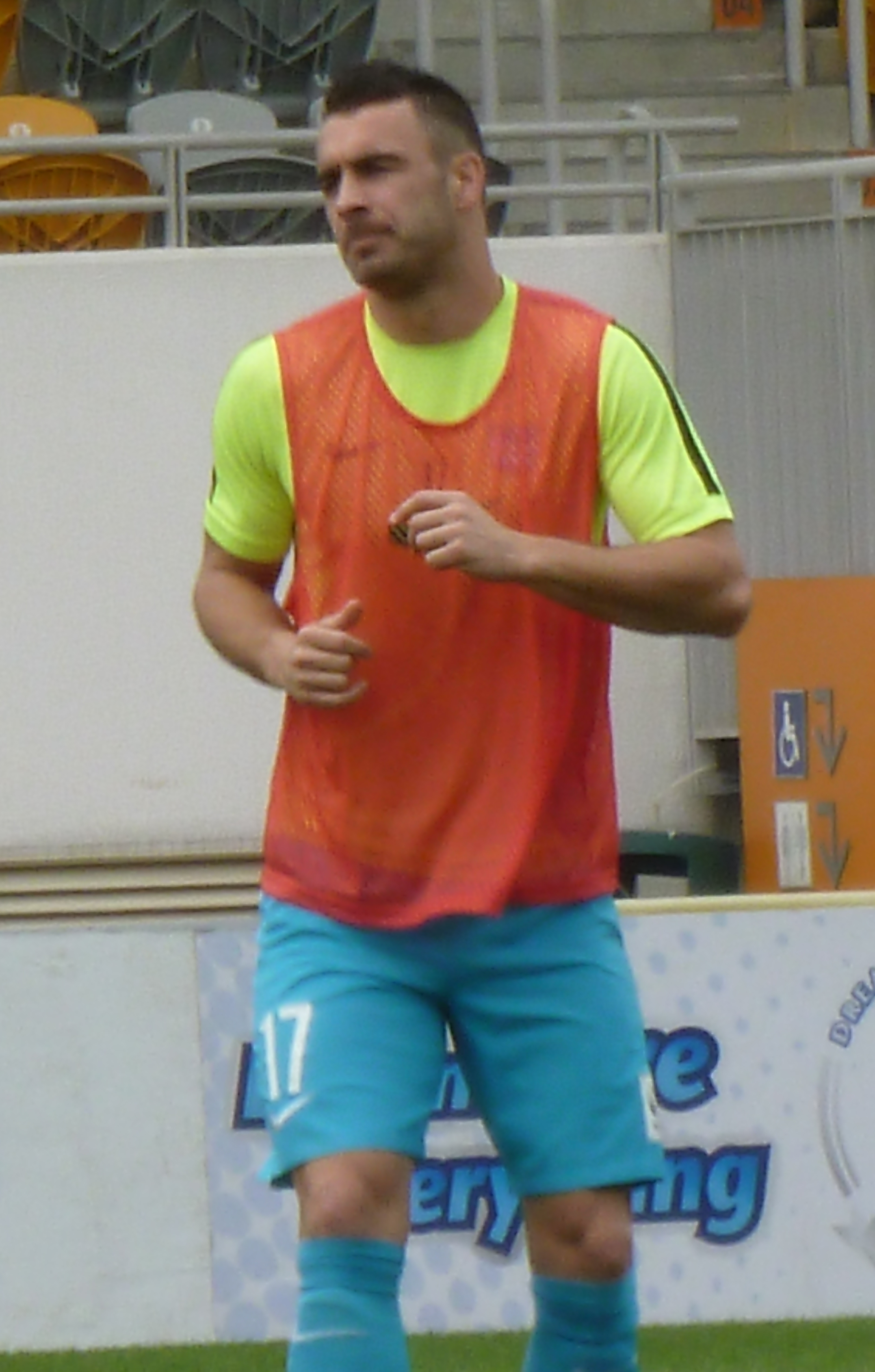
Rufino Segovia Del Burgo in 2016

Rufino Segovia Del Burgo (Madrid, 1 maart 1985), voetbalnaam Rufino, is een Spaans profvoetballer. Hij komt sinds 2010 als aanvaller uit voor Budapest Honvéd.

## Clubvoetbal
Rufno speelde in de jeugdelfatllen van Rayo Vallecano vooraleer bij Atlético Madrid te belanden. Bij deze club maakte hij op 22 april 2006 zijn debuut in de Primera División in de gewonnen uitwedstrijd tegen CD Alavés (0-1). Rufino mocht twintig minuten voor affluiten invallen. In het daaropvolgend seizoen (2006/07) speelde hij vooral mee met de beloftenploeg Atlético Madrid B, maar mocht wel een aantal minuten in het eerste voetballen toen hij Fernando Torres verving in de thuiswedstrijd tegen Real Betis. In de zomer wisselde de speler van club en tekende hij een contract bij Real Valladolid. Ook daar belandde hij in het B-elftal en een jaar later verkaste hij naar Águilas CF. Begin 2009 stapte hij over naar UD Melilla. In de zomer van dat jaar transfereerde Rufino alweer; hij vatte het seizoen aan bij CD Toledo. In 2010 begon Rufino een avontuur in Hongarije waar hij tekende bij Budapest Honvéd.